# TryBishop
TryBishop ou TRYBISHOP (né Jeremy Hicks à Saint Paul, Minnesota, États-Unis), est un artiste et producteur américain de hip-hop. Il a travaillé en étroite collaboration avec de nombreux artistes de renom, notamment T-Pain, Jeezy, Dolla, 1500 or Nothin', Da Internz, et Curtis Williams.

## Biographie
L'intérêt de TryBishop pour la musique a commencé à l'âge de 6 ans. Son intérêt pour la musique n'a cessé de croître au fil des ans, au fur et à mesure qu'il produisait sa propre musique et travaillait avec de nombreux artistes hip-hop et R&B de renom aux États-Unis.

## Carrière
Au fil des ans, TryBishop a produit diverses chansons et a réalisé plusieurs featuring avec de nombreux artistes.

## Productions
TryBishop a produit la chanson Movin' It au compte de Tech N9ne, Beatnick, Wrekonize, et K-Salaam,, et est également le producteur de l'album “It’s Complicated” par “Da' T.R.U.T.H.” D'autres chansons produites par TryBishop comprennent une chanson pour  Big K.R.I.T.

## Caractéristiques
En 2012, TryBishop est apparu dans une chanson de Christopher Dotson, ainsi que dans la chanson "Thing Now" avec T-Pain. De plus, TryBishop a joué dans des chansons avec des artistes bien connus tels que Dolla et Jeezy.
TryBishop est apparu dans la chanson "The Birds" d' Auburn en 2014, ainsi que dans un album de Jeezy.
En 2015, TryBishop a fait l'objet d'un EP collaboratif avec 1500 or Nothin', Childish Major, Da Internz et Prem Midha.
Plus récemment, en 2019, TryBishop est apparu dans l'album Vernia avec Erick Sermon,,.